# 戴冠式の歌
『戴冠式の歌』（たいかんしきのうた、ドイツ語: Krönungslieder）作品184は、ヨハン・シュトラウス2世が作曲したワルツ。
なお、弟のヨーゼフ・シュトラウスも、1867年にオーストリア皇帝フランツ・ヨーゼフ1世がハンガリー国王として戴冠したこと（アウスグライヒ）を祝って、「Krönungslieder」（作品226）という全く同名のワルツを作曲しているが、こちらは『戴冠の歌』として区別される。

## 作曲背景

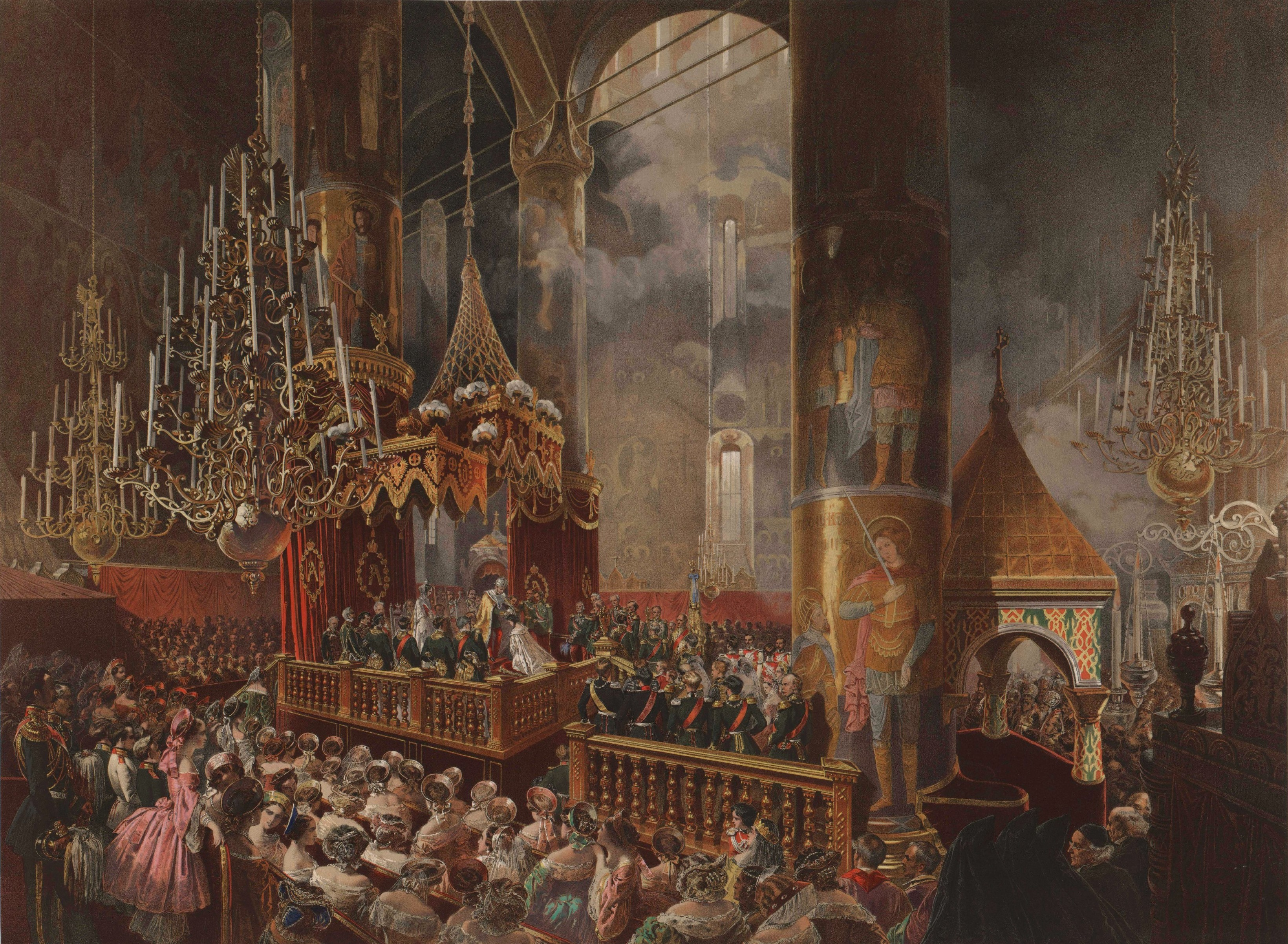
ロシア皇帝アレクサンドル2世の戴冠式（1857年の絵画）

1856年、オーストリアの音楽家ヨハン・シュトラウス2世は、ロシア帝国の鉄道会社と契約を結び、夏のシーズンにはパヴロフスク駅舎で演奏会を指揮するようになった。この公演のためにパヴロフスクを訪れたヨハン2世を、ロシア皇室は盛大にもてなした。
時の皇帝アレクサンドル2世は、1855年に父帝ニコライ1世の跡を継いで即位したが、クリミア戦争のせいで戴冠式は延期となっていた。1856年9月7日、モスクワでようやく戴冠式が挙行されることとなり、ヨハン2世もこの戴冠式と祝典行事に招待された。ヨハン2世は皇帝一家の厚意に応えて、戴冠式を祝う作品をいくつか作曲した。このワルツ『戴冠式の歌』は、アレクサンドル2世の皇后マリア・アレクサンドロヴナに捧げられた作品である。

## ニューイヤーコンサート
ウィーンフィル・ニューイヤーコンサートへの登場は以下の通りである。
- 2003年 - ニコラウス・アーノンクール指揮

## 関連作品
- 『戴冠式行進曲』（Krönungs-Marsch）op.183
  - 皇帝アレクサンドル2世に献呈。